# 相澤仁美
相澤 仁美（あいざわ ひとみ、1982年8月22日 - ）は、日本のタレント、グラビアアイドル、女優、歌手、レースクイーン。
プラチナムプロダクション所属。東京都出身。

## 略歴
2004年8月22日、自身の22歳の誕生日に恵比寿の薬局で買い物をしていたところ、若槻千夏のマネージャーから「女優にならないか?」とスカウトされたのがきっかけで、OLから転身して芸能界を目指すことになった。
2005年からプラチナムプロダクションに所属する。同じ事務所の愛川ゆず季・渋谷真由・清原みゆきと共にSUPER GTイメージガール「P-ch!（ピーチ）」に就任。『プレミアの巣窟』（フジテレビ）のアシスタント「プレミアンガールズ」に矢吹春奈・瀬戸早妃とともに抜擢され、注目を集める。この頃から、グラビアアイドルとして雑誌のグラビアページに登場、メディアへの露出が急激に高まる。
2006年、第1回「ミス・エアギタージャパンコンテスト」で準ミスを獲得。日テレジェニック2006に選出された。P-ch!のメンバーでもある愛川ゆず季とのユニット「オーパーツ」を結成し、2006年に「秘密のボンバー」でCDデビュー。
2007年から、磯山さやかの後任として東京ヤクルトスワローズ公認サポーターに選ばれる。
2009年からグラビアアイドルとしての活動を一旦終了し、その他の芸能活動も2009年12月5日のカレンダー発売記念握手会を最後に休止したが、ブログ執筆は継続した。本人は、「いろんな人に『グラビア辞めちゃったの?』って聞かれるけど、グラビアは辞めていません。グラビアもコスプレも大好きだし、出し惜しみしてるつもりも隠してるつもりもありません!」と宣言している。
2013年6月、「2年半ぶりのグラビア登場」として『Gフラッシュ』に掲載された。
更に『週刊プレイボーイ』（集英社）2018年3月12日号にて復活グラビアを披露。
2019年8月18日、2歳年下の一般男性との結婚を自身のブログで発表した。
2021年2月2日、同年2月1日発売の『週刊プレイボーイ』（集英社）2021年2月15日号にて愛川ゆず季、木口亜矢と「グラビアレジェンド同窓会」という対談を実施。「そこで、私事ではありますが、もうすぐ出産の予定でして、今、妊娠していることもご報告させていただきました」と自身のブログで発表。同年2月19日、同年2月7日に第1子となる女児を出産したことを自身のブログで報告した。

## 人物
- 自称「おっぱい番長」。この表現はテレビ・グラビア誌でも使用されている。
- 趣味・特技は水泳とクラシックバレエで、好きな色はピンク。
- 首の根元にほくろがある。
- 家族は両親のほか、上に兄が3人いる長女にして末娘。
- グラビアでは「93cm Iカップの軟乳」というフレーズで注目されていたが、バラエティ番組では「おっぱい番長」「愛がいっぱい詰まった、Iカップのマシュマロパイ」などといった、相澤自ら考えたキャッチフレーズで登場することが多い。これは、アイドル仲間が大物司会者に気に入られてその司会者の番組に呼ばれているのに対し、自身にはそういった人脈が無かったため、視聴者と共演者に強い印象を与え、今後もその番組に呼んでもらえるようにと考えたものだという。
- アップルパインのみほと仲が良い。また、その相方のもりまいとも友人で、アップルパイン結成のきっかけとなった[8]。
- 2009年、初代サガミオリジナル002宣伝大使に就任。なお、後任の2代目は谷桃子[9]。

## 作品

### イメージDVD
- 瞳の中（2005年5月20日、リバプール）
- h（エッチ）（2005年8月、竹書房）
- Best of you（2005年11月、ジャパンホームビデオ）
- 瞳を見つめて!!（2006年10月27日、リバプール）
- I澤☆仁-フタリ-（2006年2月、ラインコミュニケーションズ）
- I澤☆美-キレイ-（2006年2月、ラインコミュニケーションズ）
- Hitomi Crisis!（2006年5月、竹書房）
- 日テレジェニック2006 CAUTION!（警告）（2006年7月、vap）
- miss you（2006年10月、フォーサイド・ドット・コム）
- 有野企画 Vol.1 相澤仁美 vs 木口亜矢（2006年11月、リバプール） 共演：木口亜矢
- 日テレジェニックMEMORIES〜メモワール（2007年1月、vap）
- 青春ダイナミック（2007年8月、イーネット・フロンティア）
- naive（2007年11月、フォーサイド・ドット・コム）
- Double Bomb（2008年2月、フォーサイド・ドット・コム） 共演：愛川ゆず季
- ボンバーガール（2008年2月、リバプール）
- 青春ダイナミックII（2008年6月、イーネット・フロンティア）
- やわらかく包まれて（2009年2月、竹書房）
- 青春ダイナミックIII（2009年6月、イーネット・フロンティア）
- 青春ダイナミックMAX（青春ダイナミックシリーズの総集編）（2010年4月、イーネットフロンティア）
- Special DVD-BOX（「I澤☆仁-フタリ」「I澤☆美-キレイ」＋未公開映像45分を収録したDVDを加えた3枚組）（2010年7月、ラインコミュニケーションズ）

### DVD
- 幽霊より怖い話 VOL.4（2005年11月、ポニーキャニオン）
- エアギターバイブル 疾風伝説エアギターハイスクール〜女子校篇〜（2006年6月、ビクターエンタテインメント）
- 探偵ブギ DVD-BOX（2006年7月、フォーサイド・ドット・コム）
- 学校の都市伝説 トイレの花子さん（2007年6月22日、TCエンタテインメント）
- 絶叫!!ネバーダイ2 〜プラチナム・ガールズ30〜（2007年12月、ジェネオンエンタテインメント）
- 世にも奇妙な漫☆画太郎 第一巻 はじまるよ〜ん編（2009年3月）
- 実写版まいっちんぐマチコ先生 無敵のおっぱい番長 タイマン勝負で、まいっちんぐ♪（2009年9月4日）

### CD
- 秘密のボンバー（ユニット・オーパーツ、2006年7月26日、Girl's Record）
- Very Merry X'mas 2006（ユニット・4YOU、2006年12月6日、Girl's Record） 矢吹春奈・愛川ゆず季・福永ちな とのユニット
- 魅惑のひとみん~Iしてア・ゲ・ル~（2007年9月26日、GIRL'S PARTY）
- 早くしてよ（2008年1月16日、GIRL'S PARTY）

### PCソフトウェア
- Viemo（ヴィーモ）デスクトップキャラクター（2008年10月06日）

## 出演

### 週刊誌
- 週刊実話 - リレーコラム 姫ゴコロ - 相澤、原紗央莉、大西結花の3人が交替で担当。（2009年6月25日発売号〜2010年10月28日発売号）
- 週刊プレイボーイ - グラビア　（集英社　2018年3月21日発売号）

### 過去のレギュラー、準レギュラー
- プレミアの巣窟（2005年4月〜9月、フジテレビ）
- 相澤仁美のHじゃダメ?（2006年3月〜5月、GyaO）
- ぷるぷる日テレジェニック学園（2006年4月、CS日本）
- 最強メダル伝説 (2006年7月、サンテレビ）
- おしゃべりやってまーす火曜日（2006年6月〜2009年3月、K'z Station）
- ノブナガ（2006年11月〜2009年6月、中部日本放送）
- みみヨリぃ!?（2007年1月〜9月、テレビ大阪）
- ラジかるッ（2007年10月〜2008年3月、日本テレビ）
- ゴッドタン〜The God Tongue 神の舌〜（2007年5月〜2009年7月 テレビ東京系）
- P-1ゴールドラッシュ（2008年6月25日〜2009年12月16日 テレビ大阪）
- マツカズの飲めないクスリ（2009年2月〜7月 ニコニコチャンネル）

### テレビ
2004年
- アイドル道（10月、フジ721&739）

2005年
- アイドル道 (3月、フジ721&739)
- 密着!相澤仁美（3月、CSエンタ!371）
- メレンゲの気持ち（3月、日本テレビ）
- プレミアの巣窟（レギュラー）（4月 〜 9月、フジテレビ）
- 森田一義アワー 笑っていいとも!（8月、フジテレビ）
- うちあげ（12月、中部日本放送）

2006年
- 美女-H（1月、テレビ東京）
- 天使らんまん（1月、毎日放送）
- クイズプレゼンバラエティー Qさま!!（3月、5月、テレビ朝日）
- くりぃむナントカ（3月、テレビ朝日）
- 北野タレント名鑑（3月、フジテレビ）
- ドスペ2・心でする恋愛バラエティ ブサテク（3月、フジテレビ）
- ぷるぷる日テレジェニック学園（レギュラー）（4月、CS日本）
- あきと由佳のIdol Park（7月、CSエンタ!371）
- GiRLS LoVER（7月、テレビ東京）
- くるくるドカン〜新しい波を探して〜（7月、フジテレビ）
- 最強メダル伝説（準レギュラー）(7月、サンテレビ）
- ゲームコングV世（8月、朝日放送）
- 脳内活性!クイズファクトリー（9月、関西テレビ）
- パオパオ・アイドルGAMEバトル（9月、BS日テレ）
- 音流〜On Ryu〜（9月、テレビ東京）
- ぶっコギ!（10月、日本テレビ）
- 草野☆キッド（11月、テレビ朝日）
- ノブナガ（レギュラー）（2006年11月〜2009年6月、中部日本放送）
- グラビアの美少女（MONDO21）

2007年
- 朝までたけし的ショー（1月2日、テレビ朝日） 同じ事務所の愛川ゆず季と共にゲスト。
- みみヨリぃ!?（レギュラー）（1月〜9月、テレビ大阪）
- ラジかるッ（レギュラー、金曜日担当）（2007年10月〜2008年3月、日本テレビ）2007年9月までは、事務所の先輩・東原亜希の代理出演
- すくいず!・電脳ヒルズ/いきなりプレゼント（6月、テレビ朝日）
- ゴッドタン〜The God Tongue 神の舌〜 (5月9日、5月16日、7月25日、テレビ東京) 「アイドルの恩返し」「DVD発売記念、景気付けにおっぱいを見せて」
- 24時間テレビ（8月、日本テレビ）

2008年
- HAMASHO 大復活祭!!〜正月から風俗刑事大捜索スペシャル〜（2008年1月2日、読売テレビ）HAMASHOクイズに出演
- 爆笑100分テレビ!平成ファミリーズ（日本テレビ系）
- 『ぷっ』すま（2月、テレビ朝日）
- スキバラ・地球調査船アメディゾン (2月、テレビ東京系)
- 嗚呼!花の料理人（3月6日、日本テレビ系） ゲスト
- くりぃむナントカ（3月24日、テレビ朝日系） ゲスト
- ゴッドタン〜The God Tongue 神の舌〜 (3月26日「恋する放課後」、5月7日「おっぱいNo1 決定戦」テレビ東京)
- 鍵穴2 (3月27日深夜、フジテレビ系)
- 芸能界かがく部（4月7日、テレビ朝日）
- 時空間☆世代バトル 昭和×平成 SHOWはHey! Say!（4月20日、日本テレビ）
- P-1ゴールドラッシュ（2008年6月〜2009年12月、テレビ大阪）相澤 木口亜矢 青島あきな 福永ちな 海川ひとみの5人で交替で出演
- 世界一受けたい授業（7月19日、日本テレビ）
- ロンドンハーツ（7月22日、12月9日、テレビ朝日）
- お試しかっ! （8月25日、テレビ朝日）
- 今夜もドル箱 （10月7日、テレビ東京）
- ガレッジ×ビレッジ（10月20日、テレビ東京）- 同じ事務所の愛川ゆず季と共にゲスト出演。
- 地球感動配達人 走れ!ポストマン（11月、毎日放送）
- 天才てれびくんMAX（11月26日、NHK教育）

2009年
- 天才てれびくんMAX (3月4日、NHK教育）
- ゴッドタン〜The God Tongue 神の舌〜 (3月4日「準レギュラー争奪 サバイバルオーディション」、5月20日「祝ゴッドタン100回記念パーティー」テレビ東京)
- P-1ゴールドラッシュ （4月1日、8月12日、12月16日、テレビ大阪）
- よゐこ部（6月9日、7月28日、毎日放送）「風船で淀川を渡ろう！」「ペットボトルロケットで淀川350m横断飛行する！」
- ダウンタウンDX（6月11日、読売テレビ）
- 世界一受けたい授業 (6月13日、日本テレビ)
- Goroプレゼンツ マイ・フェア・レディ（3月25日、7月1日、TBS）
- ゴールドハウス (8月12日、8月26日 フジテレビ) 同じ事務所の手島優 柴原麻衣と共にゲスト出演。
- お試しかっ! (8月17日、テレビ朝日) 同じ事務所の手島優と共にゲスト出演。
- ロンドンハーツ (8月25日、テレビ朝日) 「女芸能人真夏のスポーツテスト」

### ドラマ
- 探偵ブギ 第7話（2006年1月 〜 3月、東京MXテレビ）

### ラジオ
- ゴチャ・まぜっ!金スペ（2006年5月、MBSラジオ）
- 東貴博 ニッポン全国 ラジベガス（2006年8月、ニッポン放送）
- ゴチャ・まぜっ!火曜日（2006年10月11日から2007年10月18日は3週間に1回、2007年10月9日からレギュラー、MBSラジオ）
- STVラジオ・チャリティー・ミュージックソン（2006年12月24 - 25日、STVラジオ）
- はるな愛のよろしく!グラビアンナイト（準レギュラー）（ニッポン放送）

### インターネット番組
- 相澤仁美のHじゃダメ?（レギュラー）（2006年3月〜5月、GyaO）
- 野田義治のセクシーマガジン #23（2006年4月、GyaO）
- 新宿区カメコ町三丁目 華園マンション #31 - 34、38（2006年7月、GyaO）
- 地球をつくろう!【仁美&亜矢のベトナムプライベート旅行ビデオ】（2006年7月、第2日本テレビ）
- おしゃべりやってまーす火曜日（レギュラー）（2006年6月〜2009年3月、K'z Station）
- She 相澤仁美 Vol.1/Vol.2（ドーガ堂）
- マツカズの飲めないクスリ（2009年2月〜7月 ニコニコチャンネル）

### 映画
- 幽霊よりも怖い話Vol.4 第一話 207号室の客（2005年11月） 主演
- ドリフトII（2006年、トルネード・フィルム）星川朝美 役
- ヒトリマケ（2008年）
- クールガールズ（2009年、M'sワールド）

### Vシネマ
- 学校の都市伝説 トイレの花子さん - 沢口美香 役
- 実写版まいっちんぐマチコ先生 無敵のおっぱい番長 タイマン勝負で、まいっちんぐ♪ - 麻衣マチコ役

### ゲーム
- 龍が如く（2005年12月、セガ） 声、ヒロミ 役

### CM・イメージキャラクター
- パチスロ『リオデカーニバル』 イメージキャラクター（2005年）
- SUPER GTイメージガール「P-ch!（ピーチ）」（2005年）
- 日テレジェニック（2006年）
- サントリー「ビンゴ☆ボンゴ」『グラビア篇』（2007年4月20日〜）
- 東京ヤクルトスワローズ公認サポーター『つばめッ娘クラブ』（2007年）
- MEGAHOUSE CORPORATION「AIR MUSICIAN Ver.ギタリスト」CMキャラクター（2007年9月〜 ）
- コナミ「実況パワフルプロ野球 ポータブル3」『告白編』（2008年）

### 携帯サイト
- アイドルがイッパイ（アイパイ）

## 書籍

### 写真集
- I am I （2005年4月、アスコム） ISBN 4776202409
- デジタル写真集 @misty…（2005年9月）
- Crisis! （2006年2月、竹書房 撮影：小池伸一郎） ISBN 4812425824
- Hitomi's eye （2006年6月、彩文館出版）ISBN 4775601334
- ユルユル （2007年1月24日、アスコム） ISBN 4776203790
- 月刊相澤仁美 （2007年9月14日、新潮社） ISBN 4107901785
- アイビ （2008年6月、ワニブックス） ISBN 978-4-8470-4101-3

### カレンダー
- 2006年度版カレンダー（2005年、TRY-X）
- 2007年度版カレンダー（2006年、TRY-X）

### トレーディングカード
- Open your eyes（2006年10月、さくら堂）